# Gnaeus Arrius Antoninus
Gnaeus Arrius Antoninus (geboren 31) was een lid van de gens Arria. De familie was van consulaire rang.
Antoninus was een vriend en correspondent voor de Romeinse senator en historicus Plinius de Jongere. De Historia Augusta   beschrijft hem als een "rechtvaardig persoon". Hij sprak in 96 zijn medelijden met Nerva uit toen deze keizer van het  Romeinse Rijk werd.
Antoninus was tweemalig consul, de eerste keer in 69 en de tweede keer in een onbekend jaar. Antoninus trad in het huwelijk met Boionia Procilla. Het echtpaar kreeg twee dochters.
De eerste was Arria Antonina (geboren rond 70), die in het huwelijk trad met Romeinse senator Lucius Junius Caesennius Paetus, met wie zij een zoon Lucius Caesennius Antoninus kreeg.
Hun andere dochter was Arria Fadilla. Zij trad in het huwelijk met Titus Aurelius Fulvus, die consul was in 89. Hun enige kind was een zoon, de toekomstige Romeinse keizer Titus Aurelius Fulvus Boionius Arrius (Antoninus Pius) (19 september 86 - 7 maart 161). Antoninus Pius' vader stierf toen hij nog jong was. Zijn moeder, Arria Fadilla trad voor de tweede keer in het huwelijk met Publius Julius Lupus (een man van consulaire rang), consul suffectus in 98. Zij schonk hem twee dochters Julia Fadilla en Arria Lupula.
Na de dood van zijn zoon voedde Antoninus zijn kleinzoon op. Na de dood van Gnaeus Arrius Antoninus was Antoninus Pius zijn belangrijkste erfgenaam. Door de grote nalatenschappen van zowel vaders als moederskant werd de toekomstige keizer Antoninus Pius een van de rijkste mannen in Rome.

## Voetnoten
1. ↑  zie hier